# Endosymbiontteorien
Endosymbiontteorien er en teori om, at grønkorn og mitokondrier, i den eukaryote celle, oprindeligt var symbiotiske prokaryoter.
Teorien beskriver hvordan mitokondrier og plastider (f.eks. kloroplaster) engang var fritlevende prokaryoter (bakterier) som blev optaget af andre prokaryoter og udviklede et symbiotisk forhold. Dette endosymbiotiske samarbejde mellem prokaryoterne ledte til udviklingen af nutidens eukaryote organismer.

## Baggrund
Livet på Jorden opstod for cirka 3,7 milliarder år siden  og indtil for ca. 2 milliarder år siden var atmosfæren oxygenfri. En forudsætning for de første organismer var derfor at de kunne leve uden adgang til ilt, såkaldte anaerobe organismer. Men for ca. 2 milliarder år siden begyndte iltindholdet i havet og atmosfæren at stige og det var i den forbindelse at den eukaryote organisme opstod. 
Dette var en betydningsfuld hændelse, da fremkomsten af eukaryoter i stor grad har påvirket hvordan livet på Jorden udviklede sig siden da. Endosymbiontteorien som forfattedes af Konstantin Mereschkowski (1905) og Ivan Wallin (1923) ignoreredes først men blev alment accepteret flere årtier senere, da den amerikanske biolog Lynn Margulis udførte mikrobiologiske studier som medvirkede til at forklare og udvikle teorien til den moderne endosymbiontteori (1966)